# ۱۷۷ (میلادی)
۱۷۷ (میلادی) صد و هفتاد و هفتمین سال تقویم میلادی است.

## درگذشتگان
‎